# Kaka (Sudan Południowy)
Kaka – miasto w Sudanie Południowym w stanie Faszoda. Liczy 6179 mieszkańców (szacunek 2013).